# 矢代朝子
矢代 朝子（やしろ あさこ、1959年4月2日 - ）は、東京都出身の女優。実父は矢代静一、妹は毬谷友子。株式会社オフィスPSC所属。短歌結社竹柏会「心の花」会員。

## 出演

### テレビドラマ
- 家政婦織枝
- 離婚テキレイ期（1984年） - 横田典子 役
- はね駒（1986年） - 小野寺よう 役
- 家栽の人
- 真昼の月
- まぶだち
- あそびにおいでョ!
- 大岡越前 第12部 第3話「悪に溺れた凄腕同心」（1991年10月28日、TBS / C.A.L） - おかね 役
- 松本清張作家活動40年記念・砂の器（1991年） - 三浦恵美子 役
- はぐれ刑事純情派
  - 第4シリーズ 第9話「整形美容・人妻の復讐」（1991年） - 村上信子 役
  - 第5シリーズ 第10話「美人局!?結婚詐欺に泣いた男」（1992年） - 北村日出子 役
  - 第6シリーズ 第25話「向日葵の髪飾りの女・指紋のない凶器」（1993年） - 大石京子 役
- 牟田刑事官事件ファイル17（1992年） - 石井千佳 役
- 盲人探偵・松永礼太郎10 - 相沢道子 役
- 火曜サスペンス劇場「新・女検事霞夕子」（１９９５年）宇沢の妻
- タクシードライバー咲坂都2
- 捜査検事・近松茂道3（2004年）
- ウルトラQ dark fantasy 第11話（2004年）
- 相棒 Season3 第14話「殺しのピアノ」（2005年） - 柴耕太郎の妻・柴悦子 役
- 北アルプス山岳救助隊・紫門一鬼7（2005年）
- さすらい署長 風間昭平6（2007年）
- À Table!〜ノスタルジックな休日〜（2024年放送予定） - 藤田圭子 役[2]

### 舞台
- 若草物語
- おおマギー
- 危険な戯れ
- ラブ

### ラジオドラマ
- 二分割幽霊奇譚（NHK-FM 『ふたりの部屋』 1985年） - 斉藤礼子/礼昭役

### CM
- ウルトラマンナイス（1999年） - 夢星アキミ役
- クリナップ「バスキッチン」
- ロッテ ガーナチョコレート
- 紀文「お魚豆腐揚げ」
- ハウス食品 ククレカレー

### 映画
- 雪の断章 -情熱-（1985年） - 細野恵子役
- 宇宙の夏
- ON AIR
- トキワ荘の青春（1996年） - エデン・ウェートレスA役
- まぶだち（2001年） - 神津ヨリコ役

### 吹き替え
- ER緊急救命室シーズンⅩ #22（リンダ・プライヤー〈シンシア・エッティンガー〉）